# Mireval-Lauragais
Mireval-Lauragais är en kommun i departementet Aude i regionen Occitanien  i södra Frankrike. Kommunen ligger  i kantonen Castelnaudary-Sud som ligger i arrondissementet Carcassonne. År 2022 hade Mireval-Lauragais 193 invånare.

## Befolkningsutveckling
Antalet invånare i kommunen Mireval-Lauragais
Referens: INSEE